# Critérium del Dauphiné 2022
La 74.ª edición de la competición ciclista Critérium del Dauphiné fue una carrera de ciclismo en ruta por etapas que se celebró entre el 5 y el 12 de junio de 2022 en Francia con inicio en la ciudad de La Voulte-sur-Rhône y final en la ciudad de Plateau de Solaison sobre un recorrido de 1190,2 kilómetros.
La carrera formó parte del UCI WorldTour 2022, calendario ciclístico de máximo nivel mundial, siendo la vigésima primera carrera de dicho circuito y fue ganada por el esloveno Primož Roglič del Jumbo-Visma. Completaron el podio, como segundo y tercer clasificado respectivamente, el danés Jonas Vingegaard del mismo equipo y el australiano Ben O'Connor del AG2R Citroën.

## Equipos participantes
Tomaron parte en la carrera 22 equipos: 18 de categoría UCI WorldTeam y 4 de categoría UCI ProTeam. Formaron así un pelotón de 154 ciclistas de los que acabaron 125. Los equipos participantes fueron:
| WorldTeams (18)- AG2R Citroën Team - Astana Qazaqstan Team - Bahrain Victorious - Bora-Hansgrohe - Cofidis - EF Education-EasyPost - Groupama-FDJ - Ineos Grenadiers - Intermarché-Wanty-Gobert Matériaux - Israel-Premier Tech - Jumbo-Visma - Lotto-Soudal - Movistar Team - Quick-Step Alpha Vinyl - BikeExchange-Jayco - Team DSM - Trek-Segafredo - UAE Team Emirates ProTeams (4)- Arkéa-Samsic - B&B Hotels-KTM - TotalEnergies - Uno-X Pro Cycling Team |
| |

## Recorrido
El Critérium del Dauphiné dispuso de ocho etapas divido en cinco etapas de media montaña, dos etapas de alta montaña, y una contrarreloj individual para un recorrido total de 1190,2 kilómetros.
| Etapa     | Fecha     | Recorrido                                | type                    | Distancia (km) | Desnivel (m) | Ganador           | Líder             |
| --------- | --------- | ---------------------------------------- | ----------------------- | -------------- | ------------ | ----------------- | ----------------- |
| 1.ª etapa | 5 de jun  | La Voulte-sur-Rhône – Beauchastel        | etapa escarpada         | 191,8          | 2473 m       | Wout van Aert     | Wout van Aert     |
| 2.ª etapa | 6 de jun  | Saint-Péray – Brives-Charensac           | etapa escarpada         | 169,8          | 2956 m       | Alexis Vuillermoz | Alexis Vuillermoz |
| 3.ª etapa | 7 de jun  | Saint-Paulien – Chastreix-Sancy          | etapa escarpada         | 164            | 2707 m       | David Gaudu       | Wout van Aert     |
| 4.ª etapa | 8 de jun  | Montbrison – Castle of La Bastie d'Urfé  | contrarreloj individual | 31,9           | 96 m         | Filippo Ganna     | Wout van Aert     |
| 5.ª etapa | 9 de jun  | Thizy-les-Bourgs – Chaintré              | etapa escarpada         | 162,3          | 1991 m       | Wout van Aert     | Wout van Aert     |
| 6.ª etapa | 10 de jun | Rives – Gap                              | etapa de media montaña  | 196,4          | 2958 m       | Valentin Ferron   | Wout van Aert     |
| 7.ª etapa | 11 de jun | Saint-Chaffrey – Vaujany                 | etapa de montaña        | 134,8          | 3828 m       | Carlos Verona     | Primož Roglič     |
| 8.ª etapa | 12 de jun | Saint-Alban-Leysse – Plateau de Solaison | etapa de montaña        | 139,2          | 3782 m       | Jonas Vingegaard  | Primož Roglič     |

## Desarrollo de la carrera

### 1.ª etapa
| La Voulte-sur-Rhône - Beauchastel | etapa escarpada | (191,8 km) |

| \| Clasificación de la etapa \| Clasificación de la etapa \| Clasificación de la etapa \| Clasificación de la etapa \| Clasificación de la etapa \| \| Ciclista \| Ciclista \| Equipo \| Tiempo \| \| \| ------------------------- \| ------------------------- \| ---------------------------------- \| ------------------------- \| ------------------------- \| \| 1.º \| Wout van Aert \| Jumbo-Visma \| 4 h 37 min 31 s \| \| \| 2.º \| Ethan Hayter \| Ineos Grenadiers \| + 0 s \| \| \| 3.º \| Sean Quinn \| EF Education-EasyPost \| + 0 s \| \| \| 4.º \| Hugo Page \| Intermarché-Wanty-Gobert Matériaux \| + 0 s \| \| \| 5.º \| Edvald Boasson Hagen \| TotalEnergies \| + 0 s \| \| \| 6.º \| Jasper Stuyven \| Trek-Segafredo \| + 0 s \| \| \| 7.º \| Clément Venturini \| AG2R Citroën Team \| + 0 s \| \| \| 8.º \| Maxim Van Gils \| Lotto-Soudal \| + 0 s \| \| \| 9.º \| Benjamin Thomas \| Cofidis \| + 0 s \| \| \| 10.º \| Jannik Steimle \| Quick-Step Alpha Vinyl \| + 0 s \| \| |                      |                                    |                 |
| |                      |                                    |                 |
| Fuente: ProCyclingStats |                      |                                    |                 |
| Clasificación de la etapa |                      |                                    |                 |
| Ciclista | Ciclista             | Equipo                             | Tiempo          |
| 1.º | Wout van Aert        | Jumbo-Visma                        | 4 h 37 min 31 s |
| 2.º | Ethan Hayter         | Ineos Grenadiers                   | + 0 s           |
| 3.º | Sean Quinn           | EF Education-EasyPost              | + 0 s           |
| 4.º | Hugo Page            | Intermarché-Wanty-Gobert Matériaux | + 0 s           |
| 5.º | Edvald Boasson Hagen | TotalEnergies                      | + 0 s           |
| 6.º | Jasper Stuyven       | Trek-Segafredo                     | + 0 s           |
| 7.º | Clément Venturini    | AG2R Citroën Team                  | + 0 s           |
| 8.º | Maxim Van Gils       | Lotto-Soudal                       | + 0 s           |
| 9.º | Benjamin Thomas      | Cofidis                            | + 0 s           |
| 10.º | Jannik Steimle       | Quick-Step Alpha Vinyl             | + 0 s           |

| \| Clasificación general \| Clasificación general \| Clasificación general \| Clasificación general \| Clasificación general \| \| Ciclista \| Ciclista \| Equipo \| Tiempo \| \| \| --------------------- \| --------------------- \| ---------------------------------- \| --------------------- \| --------------------- \| \| 1.º \| Wout van Aert \| Jumbo-Visma \| 4 h 37 min 21 s \| \| \| 2.º \| Ethan Hayter \| Ineos Grenadiers \| + 4 s \| \| \| 3.º \| Sean Quinn \| EF Education-EasyPost \| + 6 s \| \| \| 4.º \| Maxime Bouet \| Arkéa-Samsic \| + 7 s \| \| \| 5.º \| Laurens Huys \| Intermarché-Wanty-Gobert Matériaux \| + 8 s \| \| \| 6.º \| Pierre Rolland \| B&B Hotels-KTM \| + 9 s \| \| \| 7.º \| Hugo Page \| Intermarché-Wanty-Gobert Matériaux \| + 10 s \| \| \| 8.º \| Edvald Boasson Hagen \| TotalEnergies \| + 10 s \| \| \| 9.º \| Jasper Stuyven \| Trek-Segafredo \| + 10 s \| \| \| 10.º \| Clément Venturini \| AG2R Citroën Team \| + 10 s \| \| |                      |                                    |                 |
| |                      |                                    |                 |
| Fuente: ProCyclingStats |                      |                                    |                 |
| Clasificación general |                      |                                    |                 |
| Ciclista | Ciclista             | Equipo                             | Tiempo          |
| 1.º | Wout van Aert        | Jumbo-Visma                        | 4 h 37 min 21 s |
| 2.º | Ethan Hayter         | Ineos Grenadiers                   | + 4 s           |
| 3.º | Sean Quinn           | EF Education-EasyPost              | + 6 s           |
| 4.º | Maxime Bouet         | Arkéa-Samsic                       | + 7 s           |
| 5.º | Laurens Huys         | Intermarché-Wanty-Gobert Matériaux | + 8 s           |
| 6.º | Pierre Rolland       | B&B Hotels-KTM                     | + 9 s           |
| 7.º | Hugo Page            | Intermarché-Wanty-Gobert Matériaux | + 10 s          |
| 8.º | Edvald Boasson Hagen | TotalEnergies                      | + 10 s          |
| 9.º | Jasper Stuyven       | Trek-Segafredo                     | + 10 s          |
| 10.º | Clément Venturini    | AG2R Citroën Team                  | + 10 s          |

### 2.ª etapa
| Saint-Péray - Brives-Charensac | etapa escarpada | (169,8 km) |

| \| Clasificación de la etapa \| Clasificación de la etapa \| Clasificación de la etapa \| Clasificación de la etapa \| Clasificación de la etapa \| \| Ciclista \| Ciclista \| Equipo \| Tiempo \| \| \| ------------------------- \| ------------------------- \| ---------------------------------- \| ------------------------- \| ------------------------- \| \| 1.º \| Alexis Vuillermoz \| TotalEnergies \| 4 h 03 min 34 s \| \| \| 2.º \| Anders Skaarseth \| Uno-X Pro Cycling Team \| + 0 s \| \| \| 3.º \| Olivier Le Gac \| Groupama-FDJ \| + 0 s \| \| \| 4.º \| Kevin Vermaerke \| Team DSM \| + 0 s \| \| \| 5.º \| Anthony Delaplace \| Arkéa-Samsic \| + 0 s \| \| \| 6.º \| Wout van Aert \| Jumbo-Visma \| + 5 s \| \| \| 7.º \| Ethan Hayter \| Ineos Grenadiers \| + 5 s \| \| \| 8.º \| Hugo Page \| Intermarché-Wanty-Gobert Matériaux \| + 5 s \| \| \| 9.º \| Clément Venturini \| AG2R Citroën Team \| + 5 s \| \| \| 10.º \| Aleksandr Ryabushenko \| Astana Qazaqstan Team \| + 5 s \| \| |                       |                                    |                 |
| |                       |                                    |                 |
| Fuente: ProCyclingStats |                       |                                    |                 |
| Clasificación de la etapa |                       |                                    |                 |
| Ciclista | Ciclista              | Equipo                             | Tiempo          |
| 1.º | Alexis Vuillermoz     | TotalEnergies                      | 4 h 03 min 34 s |
| 2.º | Anders Skaarseth      | Uno-X Pro Cycling Team             | + 0 s           |
| 3.º | Olivier Le Gac        | Groupama-FDJ                       | + 0 s           |
| 4.º | Kevin Vermaerke       | Team DSM                           | + 0 s           |
| 5.º | Anthony Delaplace     | Arkéa-Samsic                       | + 0 s           |
| 6.º | Wout van Aert         | Jumbo-Visma                        | + 5 s           |
| 7.º | Ethan Hayter          | Ineos Grenadiers                   | + 5 s           |
| 8.º | Hugo Page             | Intermarché-Wanty-Gobert Matériaux | + 5 s           |
| 9.º | Clément Venturini     | AG2R Citroën Team                  | + 5 s           |
| 10.º | Aleksandr Ryabushenko | Astana Qazaqstan Team              | + 5 s           |

| \| Clasificación general \| Clasificación general \| Clasificación general \| Clasificación general \| Clasificación general \| \| Ciclista \| Ciclista \| Equipo \| Tiempo \| \| \| --------------------- \| --------------------- \| ---------------------------------- \| --------------------- \| --------------------- \| \| 1.º \| Alexis Vuillermoz \| TotalEnergies \| 8 h 40 min 55 s \| \| \| 2.º \| Anders Skaarseth \| Uno-X Pro Cycling Team \| + 3 s \| \| \| 3.º \| Olivier Le Gac \| Groupama-FDJ \| + 4 s \| \| \| 4.º \| Wout van Aert \| Jumbo-Visma \| + 5 s \| \| \| 5.º \| Kevin Vermaerke \| Team DSM \| + 7 s \| \| \| 6.º \| Ethan Hayter \| Ineos Grenadiers \| + 9 s \| \| \| 7.º \| Anthony Delaplace \| Arkéa-Samsic \| + 10 s \| \| \| 8.º \| Sean Quinn \| EF Education-EasyPost \| + 11 s \| \| \| 9.º \| Maxime Bouet \| Arkéa-Samsic \| + 12 s \| \| \| 10.º \| Laurens Huys \| Intermarché-Wanty-Gobert Matériaux \| + 13 s \| \| |                   |                                    |                 |
| |                   |                                    |                 |
| Fuente: ProCyclingStats |                   |                                    |                 |
| Clasificación general |                   |                                    |                 |
| Ciclista | Ciclista          | Equipo                             | Tiempo          |
| 1.º | Alexis Vuillermoz | TotalEnergies                      | 8 h 40 min 55 s |
| 2.º | Anders Skaarseth  | Uno-X Pro Cycling Team             | + 3 s           |
| 3.º | Olivier Le Gac    | Groupama-FDJ                       | + 4 s           |
| 4.º | Wout van Aert     | Jumbo-Visma                        | + 5 s           |
| 5.º | Kevin Vermaerke   | Team DSM                           | + 7 s           |
| 6.º | Ethan Hayter      | Ineos Grenadiers                   | + 9 s           |
| 7.º | Anthony Delaplace | Arkéa-Samsic                       | + 10 s          |
| 8.º | Sean Quinn        | EF Education-EasyPost              | + 11 s          |
| 9.º | Maxime Bouet      | Arkéa-Samsic                       | + 12 s          |
| 10.º | Laurens Huys      | Intermarché-Wanty-Gobert Matériaux | + 13 s          |

### 3.ª etapa
| Saint-Paulien - Chastreix-Sancy | etapa escarpada | (164 km) |

| \| Clasificación de la etapa \| Clasificación de la etapa \| Clasificación de la etapa \| Clasificación de la etapa \| Clasificación de la etapa \| \| Ciclista \| Ciclista \| Equipo \| Tiempo \| \| \| ------------------------- \| ------------------------- \| ------------------------- \| ------------------------- \| ------------------------- \| \| 1.º \| David Gaudu \| Groupama-FDJ \| 4 h 09 min 38 s \| \| \| 2.º \| Wout van Aert \| Jumbo-Visma \| + 0 s \| \| \| 3.º \| Victor Lafay \| Cofidis \| + 0 s \| \| \| 4.º \| Ruben Guerreiro \| EF Education-EasyPost \| + 0 s \| \| \| 5.º \| Kevin Geniets \| Groupama-FDJ \| + 0 s \| \| \| 6.º \| Nick Schultz \| BikeExchange-Jayco \| + 0 s \| \| \| 7.º \| Damiano Caruso \| Bahrain Victorious \| + 0 s \| \| \| 8.º \| Dylan Teuns \| Bahrain Victorious \| + 0 s \| \| \| 9.º \| Matteo Jorgenson \| Movistar Team \| + 0 s \| \| \| 10.º \| Brandon McNulty \| UAE Team Emirates \| + 0 s \| \| |                  |                       |                 |
| |                  |                       |                 |
| Fuente: ProCyclingStats |                  |                       |                 |
| Clasificación de la etapa |                  |                       |                 |
| Ciclista | Ciclista         | Equipo                | Tiempo          |
| 1.º | David Gaudu      | Groupama-FDJ          | 4 h 09 min 38 s |
| 2.º | Wout van Aert    | Jumbo-Visma           | + 0 s           |
| 3.º | Victor Lafay     | Cofidis               | + 0 s           |
| 4.º | Ruben Guerreiro  | EF Education-EasyPost | + 0 s           |
| 5.º | Kevin Geniets    | Groupama-FDJ          | + 0 s           |
| 6.º | Nick Schultz     | BikeExchange-Jayco    | + 0 s           |
| 7.º | Damiano Caruso   | Bahrain Victorious    | + 0 s           |
| 8.º | Dylan Teuns      | Bahrain Victorious    | + 0 s           |
| 9.º | Matteo Jorgenson | Movistar Team         | + 0 s           |
| 10.º | Brandon McNulty  | UAE Team Emirates     | + 0 s           |

| \| Clasificación general \| Clasificación general \| Clasificación general \| Clasificación general \| Clasificación general \| \| Ciclista \| Ciclista \| Equipo \| Tiempo \| \| \| --------------------- \| --------------------- \| --------------------- \| --------------------- \| --------------------- \| \| 1.º \| Wout van Aert \| Jumbo-Visma \| 12 h 50 min 38 s \| \| \| 2.º \| David Gaudu \| Groupama-FDJ \| + 6 s \| \| \| 3.º \| Victor Lafay \| Cofidis \| + 12 s \| \| \| 4.º \| Patrick Konrad \| Bora-Hansgrohe \| + 16 s \| \| \| 5.º \| Matteo Jorgenson \| Movistar Team \| + 16 s \| \| \| 6.º \| Ruben Guerreiro \| EF Education-EasyPost \| + 16 s \| \| \| 7.º \| Esteban Chaves \| EF Education-EasyPost \| + 16 s \| \| \| 8.º \| Primož Roglič \| Jumbo-Visma \| + 16 s \| \| \| 9.º \| Steff Cras \| Lotto-Soudal \| + 16 s \| \| \| 10.º \| Ben O'Connor \| AG2R Citroën Team \| + 16 s \| \| |                  |                       |                  |
| |                  |                       |                  |
| Fuente: ProCyclingStats |                  |                       |                  |
| Clasificación general |                  |                       |                  |
| Ciclista | Ciclista         | Equipo                | Tiempo           |
| 1.º | Wout van Aert    | Jumbo-Visma           | 12 h 50 min 38 s |
| 2.º | David Gaudu      | Groupama-FDJ          | + 6 s            |
| 3.º | Victor Lafay     | Cofidis               | + 12 s           |
| 4.º | Patrick Konrad   | Bora-Hansgrohe        | + 16 s           |
| 5.º | Matteo Jorgenson | Movistar Team         | + 16 s           |
| 6.º | Ruben Guerreiro  | EF Education-EasyPost | + 16 s           |
| 7.º | Esteban Chaves   | EF Education-EasyPost | + 16 s           |
| 8.º | Primož Roglič    | Jumbo-Visma           | + 16 s           |
| 9.º | Steff Cras       | Lotto-Soudal          | + 16 s           |
| 10.º | Ben O'Connor     | AG2R Citroën Team     | + 16 s           |

### 4.ª etapa
| Montbrison - Castle of La Bastie d'Urfé | contrarreloj individual | (31,9 km) |

| \| Clasificación de la etapa \| Clasificación de la etapa \| Clasificación de la etapa \| Clasificación de la etapa \| Clasificación de la etapa \| \| Ciclista \| Ciclista \| Equipo \| Tiempo \| \| \| ------------------------- \| ------------------------- \| ------------------------- \| ------------------------- \| ------------------------- \| \| 1.º \| Filippo Ganna \| Ineos Grenadiers \| 35 min 32 s \| \| \| 2.º \| Wout van Aert \| Jumbo-Visma \| + 2 s \| \| \| 3.º \| Ethan Hayter \| Ineos Grenadiers \| + 17 s \| \| \| 4.º \| Mattia Cattaneo \| Quick-Step Alpha Vinyl \| + 39 s \| \| \| 5.º \| Primož Roglič \| Jumbo-Visma \| + 42 s \| \| \| 6.º \| Luke Durbridge \| BikeExchange-Jayco \| + 53 s \| \| \| 7.º \| Jonas Vingegaard \| Jumbo-Visma \| + 1 min 12 s \| \| \| 8.º \| Damiano Caruso \| Bahrain Victorious \| + 1 min 25 s \| \| \| 9.º \| Tao Geoghegan Hart \| Ineos Grenadiers \| + 1 min 31 s \| \| \| 10.º \| Juan Ayuso \| UAE Team Emirates \| + 1 min 34 s \| \| |                    |                        |              |
| |                    |                        |              |
| Fuente: ProCyclingStats |                    |                        |              |
| Clasificación de la etapa |                    |                        |              |
| Ciclista | Ciclista           | Equipo                 | Tiempo       |
| 1.º | Filippo Ganna      | Ineos Grenadiers       | 35 min 32 s  |
| 2.º | Wout van Aert      | Jumbo-Visma            | + 2 s        |
| 3.º | Ethan Hayter       | Ineos Grenadiers       | + 17 s       |
| 4.º | Mattia Cattaneo    | Quick-Step Alpha Vinyl | + 39 s       |
| 5.º | Primož Roglič      | Jumbo-Visma            | + 42 s       |
| 6.º | Luke Durbridge     | BikeExchange-Jayco     | + 53 s       |
| 7.º | Jonas Vingegaard   | Jumbo-Visma            | + 1 min 12 s |
| 8.º | Damiano Caruso     | Bahrain Victorious     | + 1 min 25 s |
| 9.º | Tao Geoghegan Hart | Ineos Grenadiers       | + 1 min 31 s |
| 10.º | Juan Ayuso         | UAE Team Emirates      | + 1 min 34 s |

| \| Clasificación general \| Clasificación general \| Clasificación general \| Clasificación general \| Clasificación general \| \| Ciclista \| Ciclista \| Equipo \| Tiempo \| \| \| --------------------- \| --------------------- \| ---------------------- \| --------------------- \| --------------------- \| \| 1.º \| Wout van Aert \| Jumbo-Visma \| 13 h 26 min 06 s \| \| \| 2.º \| Mattia Cattaneo \| Quick-Step Alpha Vinyl \| + 53 s \| \| \| 3.º \| Primož Roglič \| Jumbo-Visma \| + 56 s \| \| \| 4.º \| Jonas Vingegaard \| Jumbo-Visma \| + 1 min 26 s \| \| \| 5.º \| Ethan Hayter \| Ineos Grenadiers \| + 1 min 26 s \| \| \| 6.º \| Damiano Caruso \| Bahrain Victorious \| + 1 min 39 s \| \| \| 7.º \| Tao Geoghegan Hart \| Ineos Grenadiers \| + 1 min 45 s \| \| \| 8.º \| Juan Ayuso \| UAE Team Emirates \| + 1 min 48 s \| \| \| 9.º \| Matteo Jorgenson \| Movistar Team \| + 1 min 50 s \| \| \| 10.º \| Ben O'Connor \| AG2R Citroën Team \| + 2 min 00 s \| \| |                    |                        |                  |
| |                    |                        |                  |
| Fuente: ProCyclingStats |                    |                        |                  |
| Clasificación general |                    |                        |                  |
| Ciclista | Ciclista           | Equipo                 | Tiempo           |
| 1.º | Wout van Aert      | Jumbo-Visma            | 13 h 26 min 06 s |
| 2.º | Mattia Cattaneo    | Quick-Step Alpha Vinyl | + 53 s           |
| 3.º | Primož Roglič      | Jumbo-Visma            | + 56 s           |
| 4.º | Jonas Vingegaard   | Jumbo-Visma            | + 1 min 26 s     |
| 5.º | Ethan Hayter       | Ineos Grenadiers       | + 1 min 26 s     |
| 6.º | Damiano Caruso     | Bahrain Victorious     | + 1 min 39 s     |
| 7.º | Tao Geoghegan Hart | Ineos Grenadiers       | + 1 min 45 s     |
| 8.º | Juan Ayuso         | UAE Team Emirates      | + 1 min 48 s     |
| 9.º | Matteo Jorgenson   | Movistar Team          | + 1 min 50 s     |
| 10.º | Ben O'Connor       | AG2R Citroën Team      | + 2 min 00 s     |

### 5.ª etapa
| Thizy-les-Bourgs - Chaintré | etapa escarpada | (162,3 km) |

| \| Clasificación de la etapa \| Clasificación de la etapa \| Clasificación de la etapa \| Clasificación de la etapa \| Clasificación de la etapa \| \| Ciclista \| Ciclista \| Equipo \| Tiempo \| \| \| ------------------------- \| ------------------------- \| ---------------------------------- \| ------------------------- \| ------------------------- \| \| 1.º \| Wout van Aert \| Jumbo-Visma \| 3 h 38 min 35 s \| \| \| 2.º \| Jordi Meeus \| Bora-Hansgrohe \| + 0 s \| \| \| 3.º \| Ethan Hayter \| Ineos Grenadiers \| + 0 s \| \| \| 4.º \| Edvald Boasson Hagen \| TotalEnergies \| + 0 s \| \| \| 5.º \| Hugo Page \| Intermarché-Wanty-Gobert Matériaux \| + 0 s \| \| \| 6.º \| Jasper Stuyven \| Trek-Segafredo \| + 0 s \| \| \| 7.º \| Andrea Bagioli \| Quick-Step Alpha Vinyl \| + 0 s \| \| \| 8.º \| Jan Bakelants \| Intermarché-Wanty-Gobert Matériaux \| + 0 s \| \| \| 9.º \| Matis Louvel \| Arkéa-Samsic \| + 0 s \| \| \| 10.º \| Juan Sebastián Molano \| UAE Team Emirates \| + 0 s \| \| |                       |                                    |                 |
| |                       |                                    |                 |
| Fuente: ProCyclingStats |                       |                                    |                 |
| Clasificación de la etapa |                       |                                    |                 |
| Ciclista | Ciclista              | Equipo                             | Tiempo          |
| 1.º | Wout van Aert         | Jumbo-Visma                        | 3 h 38 min 35 s |
| 2.º | Jordi Meeus           | Bora-Hansgrohe                     | + 0 s           |
| 3.º | Ethan Hayter          | Ineos Grenadiers                   | + 0 s           |
| 4.º | Edvald Boasson Hagen  | TotalEnergies                      | + 0 s           |
| 5.º | Hugo Page             | Intermarché-Wanty-Gobert Matériaux | + 0 s           |
| 6.º | Jasper Stuyven        | Trek-Segafredo                     | + 0 s           |
| 7.º | Andrea Bagioli        | Quick-Step Alpha Vinyl             | + 0 s           |
| 8.º | Jan Bakelants         | Intermarché-Wanty-Gobert Matériaux | + 0 s           |
| 9.º | Matis Louvel          | Arkéa-Samsic                       | + 0 s           |
| 10.º | Juan Sebastián Molano | UAE Team Emirates                  | + 0 s           |

| \| Clasificación general \| Clasificación general \| Clasificación general \| Clasificación general \| Clasificación general \| \| Ciclista \| Ciclista \| Equipo \| Tiempo \| \| \| --------------------- \| --------------------- \| ---------------------- \| --------------------- \| --------------------- \| \| 1.º \| Wout van Aert \| Jumbo-Visma \| 17 h 04 min 31 s \| \| \| 2.º \| Mattia Cattaneo \| Quick-Step Alpha Vinyl \| + 1 min 03 s \| \| \| 3.º \| Primož Roglič \| Jumbo-Visma \| + 1 min 06 s \| \| \| 4.º \| Ethan Hayter \| Ineos Grenadiers \| + 1 min 32 s \| \| \| 5.º \| Jonas Vingegaard \| Jumbo-Visma \| + 1 min 36 s \| \| \| 6.º \| Damiano Caruso \| Bahrain Victorious \| + 1 min 49 s \| \| \| 7.º \| Tao Geoghegan Hart \| Ineos Grenadiers \| + 1 min 55 s \| \| \| 8.º \| Juan Ayuso \| UAE Team Emirates \| + 1 min 58 s \| \| \| 9.º \| Matteo Jorgenson \| Movistar Team \| + 2 min 00 s \| \| \| 10.º \| Ben O'Connor \| AG2R Citroën Team \| + 2 min 10 s \| \| |                    |                        |                  |
| |                    |                        |                  |
| Fuente: ProCyclingStats |                    |                        |                  |
| Clasificación general |                    |                        |                  |
| Ciclista | Ciclista           | Equipo                 | Tiempo           |
| 1.º | Wout van Aert      | Jumbo-Visma            | 17 h 04 min 31 s |
| 2.º | Mattia Cattaneo    | Quick-Step Alpha Vinyl | + 1 min 03 s     |
| 3.º | Primož Roglič      | Jumbo-Visma            | + 1 min 06 s     |
| 4.º | Ethan Hayter       | Ineos Grenadiers       | + 1 min 32 s     |
| 5.º | Jonas Vingegaard   | Jumbo-Visma            | + 1 min 36 s     |
| 6.º | Damiano Caruso     | Bahrain Victorious     | + 1 min 49 s     |
| 7.º | Tao Geoghegan Hart | Ineos Grenadiers       | + 1 min 55 s     |
| 8.º | Juan Ayuso         | UAE Team Emirates      | + 1 min 58 s     |
| 9.º | Matteo Jorgenson   | Movistar Team          | + 2 min 00 s     |
| 10.º | Ben O'Connor       | AG2R Citroën Team      | + 2 min 10 s     |

### 6.ª etapa
| Rives - Gap | etapa de media montaña | (196,4 km) |

| \| Clasificación de la etapa \| Clasificación de la etapa \| Clasificación de la etapa \| Clasificación de la etapa \| Clasificación de la etapa \| \| Ciclista \| Ciclista \| Equipo \| Tiempo \| \| \| ------------------------- \| ------------------------- \| ------------------------- \| ------------------------- \| ------------------------- \| \| 1.º \| Valentin Ferron \| TotalEnergies \| 4 h 22 min 17 s \| \| \| 2.º \| Pierre Rolland \| B&B Hotels-KTM \| + 3 s \| \| \| 3.º \| Warren Barguil \| Arkéa-Samsic \| + 3 s \| \| \| 4.º \| Andrea Bagioli \| Quick-Step Alpha Vinyl \| + 3 s \| \| \| 5.º \| Geoffrey Bouchard \| AG2R Citroën Team \| + 3 s \| \| \| 6.º \| Victor Lafay \| Cofidis \| + 3 s \| \| \| 7.º \| Edvald Boasson Hagen \| TotalEnergies \| + 32 s \| \| \| 8.º \| Dylan Groenewegen \| BikeExchange-Jayco \| + 32 s \| \| \| 9.º \| Matis Louvel \| Arkéa-Samsic \| + 32 s \| \| \| 10.º \| Jordi Meeus \| Bora-Hansgrohe \| + 32 s \| \| |                      |                        |                 |
| |                      |                        |                 |
| Fuente: ProCyclingStats |                      |                        |                 |
| Clasificación de la etapa |                      |                        |                 |
| Ciclista | Ciclista             | Equipo                 | Tiempo          |
| 1.º | Valentin Ferron      | TotalEnergies          | 4 h 22 min 17 s |
| 2.º | Pierre Rolland       | B&B Hotels-KTM         | + 3 s           |
| 3.º | Warren Barguil       | Arkéa-Samsic           | + 3 s           |
| 4.º | Andrea Bagioli       | Quick-Step Alpha Vinyl | + 3 s           |
| 5.º | Geoffrey Bouchard    | AG2R Citroën Team      | + 3 s           |
| 6.º | Victor Lafay         | Cofidis                | + 3 s           |
| 7.º | Edvald Boasson Hagen | TotalEnergies          | + 32 s          |
| 8.º | Dylan Groenewegen    | BikeExchange-Jayco     | + 32 s          |
| 9.º | Matis Louvel         | Arkéa-Samsic           | + 32 s          |
| 10.º | Jordi Meeus          | Bora-Hansgrohe         | + 32 s          |

| \| Clasificación general \| Clasificación general \| Clasificación general \| Clasificación general \| Clasificación general \| \| Ciclista \| Ciclista \| Equipo \| Tiempo \| \| \| --------------------- \| --------------------- \| ---------------------- \| --------------------- \| --------------------- \| \| 1.º \| Wout van Aert \| Jumbo-Visma \| 21 h 27 min 20 s \| \| \| 2.º \| Mattia Cattaneo \| Quick-Step Alpha Vinyl \| + 1 min 03 s \| \| \| 3.º \| Primož Roglič \| Jumbo-Visma \| + 1 min 06 s \| \| \| 4.º \| Ethan Hayter \| Ineos Grenadiers \| + 1 min 32 s \| \| \| 5.º \| Jonas Vingegaard \| Jumbo-Visma \| + 1 min 36 s \| \| \| 6.º \| Damiano Caruso \| Bahrain Victorious \| + 1 min 49 s \| \| \| 7.º \| Tao Geoghegan Hart \| Ineos Grenadiers \| + 1 min 55 s \| \| \| 8.º \| Matteo Jorgenson \| Movistar Team \| + 2 min 00 s \| \| \| 9.º \| Ben O'Connor \| AG2R Citroën Team \| + 2 min 10 s \| \| \| 10.º \| Wilco Kelderman \| Bora-Hansgrohe \| + 2 min 12 s \| \| |                    |                        |                  |
| |                    |                        |                  |
| Fuente: ProCyclingStats |                    |                        |                  |
| Clasificación general |                    |                        |                  |
| Ciclista | Ciclista           | Equipo                 | Tiempo           |
| 1.º | Wout van Aert      | Jumbo-Visma            | 21 h 27 min 20 s |
| 2.º | Mattia Cattaneo    | Quick-Step Alpha Vinyl | + 1 min 03 s     |
| 3.º | Primož Roglič      | Jumbo-Visma            | + 1 min 06 s     |
| 4.º | Ethan Hayter       | Ineos Grenadiers       | + 1 min 32 s     |
| 5.º | Jonas Vingegaard   | Jumbo-Visma            | + 1 min 36 s     |
| 6.º | Damiano Caruso     | Bahrain Victorious     | + 1 min 49 s     |
| 7.º | Tao Geoghegan Hart | Ineos Grenadiers       | + 1 min 55 s     |
| 8.º | Matteo Jorgenson   | Movistar Team          | + 2 min 00 s     |
| 9.º | Ben O'Connor       | AG2R Citroën Team      | + 2 min 10 s     |
| 10.º | Wilco Kelderman    | Bora-Hansgrohe         | + 2 min 12 s     |

### 7.ª etapa
| Saint-Chaffrey - Vaujany | etapa de montaña | (134,8 km) |

| \| Clasificación de la etapa \| Clasificación de la etapa \| Clasificación de la etapa \| Clasificación de la etapa \| Clasificación de la etapa \| \| Ciclista \| Ciclista \| Equipo \| Tiempo \| \| \| ------------------------- \| -------------------------- \| ---------------------------------- \| ------------------------- \| ------------------------- \| \| 1.º \| Carlos Verona \| Movistar Team \| 3 h 53 min 35 s \| \| \| 2.º \| Primož Roglič \| Jumbo-Visma \| + 13 s \| \| \| 3.º \| Jonas Vingegaard \| Jumbo-Visma \| + 25 s \| \| \| 4.º \| Ben O'Connor \| AG2R Citroën Team \| + 27 s \| \| \| 5.º \| Tobias Halland Johannessen \| Uno-X Pro Cycling Team \| + 39 s \| \| \| 6.º \| Esteban Chaves \| EF Education-EasyPost \| + 40 s \| \| \| 7.º \| David Gaudu \| Groupama-FDJ \| + 40 s \| \| \| 8.º \| Louis Meintjes \| Intermarché-Wanty-Gobert Matériaux \| + 40 s \| \| \| 9.º \| Tao Geoghegan Hart \| Ineos Grenadiers \| + 48 s \| \| \| 10.º \| Jack Haig \| Bahrain Victorious \| + 56 s \| \| |                            |                                    |                 |
| |                            |                                    |                 |
| Fuente: ProCyclingStats |                            |                                    |                 |
| Clasificación de la etapa |                            |                                    |                 |
| Ciclista | Ciclista                   | Equipo                             | Tiempo          |
| 1.º | Carlos Verona              | Movistar Team                      | 3 h 53 min 35 s |
| 2.º | Primož Roglič              | Jumbo-Visma                        | + 13 s          |
| 3.º | Jonas Vingegaard           | Jumbo-Visma                        | + 25 s          |
| 4.º | Ben O'Connor               | AG2R Citroën Team                  | + 27 s          |
| 5.º | Tobias Halland Johannessen | Uno-X Pro Cycling Team             | + 39 s          |
| 6.º | Esteban Chaves             | EF Education-EasyPost              | + 40 s          |
| 7.º | David Gaudu                | Groupama-FDJ                       | + 40 s          |
| 8.º | Louis Meintjes             | Intermarché-Wanty-Gobert Matériaux | + 40 s          |
| 9.º | Tao Geoghegan Hart         | Ineos Grenadiers                   | + 48 s          |
| 10.º | Jack Haig                  | Bahrain Victorious                 | + 56 s          |

| \| Clasificación general \| Clasificación general \| Clasificación general \| Clasificación general \| Clasificación general \| \| Ciclista \| Ciclista \| Equipo \| Tiempo \| \| \| --------------------- \| -------------------------- \| ---------------------------------- \| --------------------- \| --------------------- \| \| 1.º \| Primož Roglič \| Jumbo-Visma \| 25 h 22 min 08 s \| \| \| 2.º \| Jonas Vingegaard \| Jumbo-Visma \| + 44 s \| \| \| 3.º \| Ben O'Connor \| AG2R Citroën Team \| + 1 min 24 s \| \| \| 4.º \| Tao Geoghegan Hart \| Ineos Grenadiers \| + 1 min 30 s \| \| \| 5.º \| Damiano Caruso \| Bahrain Victorious \| + 1 min 32 s \| \| \| 6.º \| David Gaudu \| Groupama-FDJ \| + 1 min 40 s \| \| \| 7.º \| Tobias Halland Johannessen \| Uno-X Pro Cycling Team \| + 2 min 05 s \| \| \| 8.º \| Matteo Jorgenson \| Movistar Team \| + 2 min 06 s \| \| \| 9.º \| Jack Haig \| Bahrain Victorious \| + 2 min 12 s \| \| \| 10.º \| Louis Meintjes \| Intermarché-Wanty-Gobert Matériaux \| + 2 min 16 s \| \| |                            |                                    |                  |
| |                            |                                    |                  |
| Fuente: ProCyclingStats |                            |                                    |                  |
| Clasificación general |                            |                                    |                  |
| Ciclista | Ciclista                   | Equipo                             | Tiempo           |
| 1.º | Primož Roglič              | Jumbo-Visma                        | 25 h 22 min 08 s |
| 2.º | Jonas Vingegaard           | Jumbo-Visma                        | + 44 s           |
| 3.º | Ben O'Connor               | AG2R Citroën Team                  | + 1 min 24 s     |
| 4.º | Tao Geoghegan Hart         | Ineos Grenadiers                   | + 1 min 30 s     |
| 5.º | Damiano Caruso             | Bahrain Victorious                 | + 1 min 32 s     |
| 6.º | David Gaudu                | Groupama-FDJ                       | + 1 min 40 s     |
| 7.º | Tobias Halland Johannessen | Uno-X Pro Cycling Team             | + 2 min 05 s     |
| 8.º | Matteo Jorgenson           | Movistar Team                      | + 2 min 06 s     |
| 9.º | Jack Haig                  | Bahrain Victorious                 | + 2 min 12 s     |
| 10.º | Louis Meintjes             | Intermarché-Wanty-Gobert Matériaux | + 2 min 16 s     |

### 8.ª etapa
| Saint-Alban-Leysse - Plateau de Solaison | etapa de montaña | (139,2 km) |

| \| Clasificación de la etapa \| Clasificación de la etapa \| Clasificación de la etapa \| Clasificación de la etapa \| Clasificación de la etapa \| \| Ciclista \| Ciclista \| Equipo \| Tiempo \| \| \| ------------------------- \| -------------------------- \| ---------------------------------- \| ------------------------- \| ------------------------- \| \| 1.º \| Jonas Vingegaard \| Jumbo-Visma \| 3 h 49 min 20 s \| \| \| 2.º \| Primož Roglič \| Jumbo-Visma \| + 0 s \| \| \| 3.º \| Ben O'Connor \| AG2R Citroën Team \| + 15 s \| \| \| 4.º \| Esteban Chaves \| EF Education-EasyPost \| + 53 s \| \| \| 5.º \| Ruben Guerreiro \| EF Education-EasyPost \| + 53 s \| \| \| 6.º \| Damiano Caruso \| Bahrain Victorious \| + 55 s \| \| \| 7.º \| Louis Meintjes \| Intermarché-Wanty-Gobert Matériaux \| + 55 s \| \| \| 8.º \| Jack Haig \| Bahrain Victorious \| + 55 s \| \| \| 9.º \| Steven Kruijswijk \| Jumbo-Visma \| + 1 min 20 s \| \| \| 10.º \| Tobias Halland Johannessen \| Uno-X Pro Cycling Team \| + 1 min 40 s \| \| |                            |                                    |                 |
| |                            |                                    |                 |
| Fuente: ProCyclingStats |                            |                                    |                 |
| Clasificación de la etapa |                            |                                    |                 |
| Ciclista | Ciclista                   | Equipo                             | Tiempo          |
| 1.º | Jonas Vingegaard           | Jumbo-Visma                        | 3 h 49 min 20 s |
| 2.º | Primož Roglič              | Jumbo-Visma                        | + 0 s           |
| 3.º | Ben O'Connor               | AG2R Citroën Team                  | + 15 s          |
| 4.º | Esteban Chaves             | EF Education-EasyPost              | + 53 s          |
| 5.º | Ruben Guerreiro            | EF Education-EasyPost              | + 53 s          |
| 6.º | Damiano Caruso             | Bahrain Victorious                 | + 55 s          |
| 7.º | Louis Meintjes             | Intermarché-Wanty-Gobert Matériaux | + 55 s          |
| 8.º | Jack Haig                  | Bahrain Victorious                 | + 55 s          |
| 9.º | Steven Kruijswijk          | Jumbo-Visma                        | + 1 min 20 s    |
| 10.º | Tobias Halland Johannessen | Uno-X Pro Cycling Team             | + 1 min 40 s    |

## Clasificaciones finales
- Las clasificaciones finalizaron de la siguiente forma:[4]

### Clasificación general
| \| Clasificación general \| Clasificación general \| Clasificación general \| Clasificación general \| Clasificación general \| \| Ciclista \| Ciclista \| Equipo \| Tiempo \| \| \| --------------------- \| -------------------------- \| ---------------------------------- \| --------------------- \| --------------------- \| \| 1.º \| Primož Roglič \| Jumbo-Visma \| 29 h 11 min 22 s \| \| \| 2.º \| Jonas Vingegaard \| Jumbo-Visma \| + 40 s \| \| \| 3.º \| Ben O'Connor \| AG2R Citroën Team \| + 1 min 41 s \| \| \| 4.º \| Damiano Caruso \| Bahrain Victorious \| + 2 min 33 s \| \| \| 5.º \| Jack Haig \| Bahrain Victorious \| + 3 min 13 s \| \| \| 6.º \| Louis Meintjes \| Intermarché-Wanty-Gobert Matériaux \| + 3 min 17 s \| \| \| 7.º \| Esteban Chaves \| EF Education-EasyPost \| + 3 min 18 s \| \| \| 8.º \| Tao Geoghegan Hart \| Ineos Grenadiers \| + 3 min 44 s \| \| \| 9.º \| Ruben Guerreiro \| EF Education-EasyPost \| + 3 min 48 s \| \| \| 10.º \| Tobias Halland Johannessen \| Uno-X Pro Cycling Team \| + 3 min 51 s \| \| |                            |                                    |                  |
| |                            |                                    |                  |
| Fuente: ProCyclingStats |                            |                                    |                  |
| Clasificación general |                            |                                    |                  |
| Ciclista | Ciclista                   | Equipo                             | Tiempo           |
| 1.º | Primož Roglič              | Jumbo-Visma                        | 29 h 11 min 22 s |
| 2.º | Jonas Vingegaard           | Jumbo-Visma                        | + 40 s           |
| 3.º | Ben O'Connor               | AG2R Citroën Team                  | + 1 min 41 s     |
| 4.º | Damiano Caruso             | Bahrain Victorious                 | + 2 min 33 s     |
| 5.º | Jack Haig                  | Bahrain Victorious                 | + 3 min 13 s     |
| 6.º | Louis Meintjes             | Intermarché-Wanty-Gobert Matériaux | + 3 min 17 s     |
| 7.º | Esteban Chaves             | EF Education-EasyPost              | + 3 min 18 s     |
| 8.º | Tao Geoghegan Hart         | Ineos Grenadiers                   | + 3 min 44 s     |
| 9.º | Ruben Guerreiro            | EF Education-EasyPost              | + 3 min 48 s     |
| 10.º | Tobias Halland Johannessen | Uno-X Pro Cycling Team             | + 3 min 51 s     |

### Clasificación de la montaña
| Clasificación de la montaña | Clasificación de la montaña | Clasificación de la montaña        | Clasificación de la montaña | Clasificación de la montaña |
| Ciclista                    | Ciclista                    | Equipo                             | Puntos                      |                             |
| --------------------------- | --------------------------- | ---------------------------------- | --------------------------- | --------------------------- |
| 1.º                         | Pierre Rolland              | B&B Hotels-KTM                     | 71 pts                      |                             |
| 2.º                         | Carlos Verona               | Movistar Team                      | 21 pts                      |                             |
| 3.º                         | Victor Lafay                | Cofidis                            | 19 pts                      |                             |
| 4.º                         | Jonas Vingegaard            | Jumbo-Visma                        | 17 pts                      |                             |
| 5.º                         | Primož Roglič               | Jumbo-Visma                        | 15 pts                      |                             |
| 6.º                         | Kenny Elissonde             | Trek-Segafredo                     | 14 pts                      |                             |
| 7.º                         | Laurens Huys                | Intermarché-Wanty-Gobert Matériaux | 14 pts                      |                             |
| 8.º                         | Michael Storer              | Groupama-FDJ                       | 12 pts                      |                             |
| 9.º                         | Matteo Fabbro               | Bora-Hansgrohe                     | 12 pts                      |                             |
| 10.º                        | Laurens De Plus             | Ineos Grenadiers                   | 11 pts                      |                             |

### Clasificación de los puntos
| Clasificación por puntos | Clasificación por puntos | Clasificación por puntos           | Clasificación por puntos | Clasificación por puntos |
| Ciclista                 | Ciclista                 | Equipo                             | Puntos                   |                          |
| ------------------------ | ------------------------ | ---------------------------------- | ------------------------ | ------------------------ |
| 1.º                      | Wout van Aert            | Jumbo-Visma                        | 88 pts                   |                          |
| 2.º                      | Ethan Hayter             | Ineos Grenadiers                   | 74 pts                   |                          |
| 3.º                      | Edvald Boasson Hagen     | TotalEnergies                      | 46 pts                   |                          |
| 4.º                      | Hugo Page                | Intermarché-Wanty-Gobert Matériaux | 44 pts                   |                          |
| 5.º                      | Pierre Rolland           | B&B Hotels-KTM                     | 36 pts                   |                          |
| 6.º                      | Valentin Ferron          | TotalEnergies                      | 31 pts                   |                          |
| 7.º                      | Warren Barguil           | Arkéa-Samsic                       | 30 pts                   |                          |
| 8.º                      | Primož Roglič            | Jumbo-Visma                        | 30 pts                   |                          |
| 9.º                      | Andrea Bagioli           | Quick-Step Alpha Vinyl             | 30 pts                   |                          |
| 10.º                     | Jonas Vingegaard         | Jumbo-Visma                        | 29 pts                   |                          |

### Clasificación de los jóvenes
| Clasificación del mejor joven | Clasificación del mejor joven | Clasificación del mejor joven | Clasificación del mejor joven | Clasificación del mejor joven |
| Ciclista                      | Ciclista                      | Equipo                        | Tiempo                        |                               |
| ----------------------------- | ----------------------------- | ----------------------------- | ----------------------------- | ----------------------------- |
| 1.º                           | Tobias Halland Johannessen    | Uno-X Pro Cycling Team        | 29 h 15 min 13 s              |                               |
| 2.º                           | Brandon McNulty               | UAE Team Emirates             | + 1 min 06 s                  |                               |
| 3.º                           | Matteo Jorgenson              | Movistar Team                 | + 3 min 15 s                  |                               |
| 4.º                           | Ethan Hayter                  | Ineos Grenadiers              | + 4 min 15 s                  |                               |
| 5.º                           | Andrea Bagioli                | Quick-Step Alpha Vinyl        | + 4 min 50 s                  |                               |
| 6.º                           | Simon Guglielmi               | Arkéa-Samsic                  | + 14 min 05 s                 |                               |
| 7.º                           | Kevin Vermaerke               | Team DSM                      | + 14 min 50 s                 |                               |
| 8.º                           | Kevin Geniets                 | Groupama-FDJ                  | + 15 min 06 s                 |                               |
| 9.º                           | Mark Donovan                  | Team DSM                      | + 19 min 28 s                 |                               |
| 10.º                          | Michael Storer                | Groupama-FDJ                  | + 19 min 40 s                 |                               |

### Clasificación por equipos
| Clasificación por equipos | Clasificación por equipos          | Clasificación por equipos | Clasificación por equipos |
| Equipo                    | Equipo                             | Tiempo                    |                           |
| ------------------------- | ---------------------------------- | ------------------------- | ------------------------- |
| 1.º                       | Jumbo-Visma                        | 87 h 38 min 30 s          |                           |
| 2.º                       | Bahrain Victorious                 | + 13 min 40 s             |                           |
| 3.º                       | Ineos Grenadiers                   | + 22 min 56 s             |                           |
| 4.º                       | Intermarché-Wanty-Gobert Matériaux | + 28 min 39 s             |                           |
| 5.º                       | Movistar Team                      | + 35 min 37 s             |                           |

## Evolución de las clasificaciones
| Etapa                   |                         | Ganador _         | Clasificación general | Puntos        | Montaña           | Jóvenes                    | Combatividad          | Equipo                |
| ----------------------- | ----------------------- | ----------------- | --------------------- | ------------- | ----------------- | -------------------------- | --------------------- | --------------------- |
| 1.ª etapa               | etapa escarpada         | Wout van Aert     | Wout van Aert         | Wout van Aert | Pierre Rolland    | Ethan Hayter               | Pierre Rolland        | EF Education-EasyPost |
| 2.ª etapa               | etapa escarpada         | Alexis Vuillermoz | Alexis Vuillermoz     | Wout van Aert | Alexis Vuillermoz | Kevin Vermaerke            | Alexis Vuillermoz     | Arkéa-Samsic          |
| 3.ª etapa               | etapa escarpada         | David Gaudu       | Wout van Aert         | Wout van Aert | Pierre Rolland    | Matteo Jorgenson           | Sebastian Schönberger | Bahrain Victorious    |
| 4.ª etapa               | contrarreloj individual | Filippo Ganna     | Wout van Aert         | Wout van Aert | Pierre Rolland    | Ethan Hayter               | no otorgado           | Jumbo-Visma           |
| 5.ª etapa               | etapa escarpada         | Wout van Aert     | Wout van Aert         | Wout van Aert | Pierre Rolland    | Ethan Hayter               | Benjamin Thomas       | Jumbo-Visma           |
| 6.ª etapa               | etapa de media montaña  | Valentin Ferron   | Wout van Aert         | Wout van Aert | Pierre Rolland    | Ethan Hayter               | Geoffrey Bouchard     | Jumbo-Visma           |
| 7.ª etapa               | etapa de montaña        | Carlos Verona     | Primož Roglič         | Wout van Aert | Pierre Rolland    | Tobias Halland Johannessen | Carlos Verona         | Jumbo-Visma           |
| 8.ª etapa               | etapa de montaña        | Jonas Vingegaard  | Primož Roglič         | Wout van Aert | Pierre Rolland    | Tobias Halland Johannessen | Michael Storer        | Jumbo-Visma           |
| Clasificaciones finales | Clasificaciones finales |                   | Primož Roglič         | Wout van Aert | Pierre Rolland    | Tobias Halland Johannessen | no otorgado           | Jumbo-Visma           |

## Ciclistas participantes y posiciones finales
Convenciones:
- AB-N: Abandono en la etapa N
- FLT-N: Retiro por arribo fuera del límite de tiempo en la etapa N
- NTS-N: No tomó la salida para la etapa N
- DES-N: Descalificado o expulsado en la etapa N

## UCI World Ranking
El Critérium del Dauphiné otorgó puntos para el UCI World Ranking para corredores de los equipos en las categorías UCI WorldTeam, UCI ProTeam y Continental. Las siguientes tablas son el baremo de puntuación y los diez corredores que obtuvieron más puntos:
| Posición              | 1.º | 2.º | 3.º | 4.º | 5.º | 6.º | 7.º | 8.º | 9.º | 10.º | 11.º | 12.º | 13.º | 14.º | 15.º | 16.º-20.º | 21.º-30.º | 31.º-50.º | 51.º-55.º | 56.º-60.º |
| Clasificación general | 500 | 400 | 325 | 275 | 225 | 175 | 150 | 125 | 100 | 85   | 70   | 60   | 50   | 40   | 35   | 30        | 20        | 10        | 5         | 3         |
| Por etapa             | 60  | 25  | 10  |     |     |     |     |     |     |      |      |      |      |      |      |           |           |           |           |           |
| Líder                 | 10  |     |     |     |     |     |     |     |     |      |      |      |      |      |      |           |           |           |           |           |

| Clasificación |                    |                                    |         |       |       |       |
| Posición      | Ciclista           | Equipo                             | General | Etapa | Líder | Total |
| ------------- | ------------------ | ---------------------------------- | ------- | ----- | ----- | ----- |
| 1.º           | Primož Roglič      | Jumbo-Visma                        | 500     | 50    | 10    | 560   |
| 2.º           | Jonas Vingegaard   | Jumbo-Visma                        | 400     | 70    | -     | 470   |
| 3.º           | Ben O'Connor       | AG2R Citroën                       | 325     | 10    | -     | 335   |
| 4.º           | Damiano Caruso     | Bahrain Victorious                 | 275     | -     | -     | 275   |
| 5.º           | Wout van Aert      | Jumbo-Visma                        | 10      | 170   | 50    | 230   |
| 6.º           | Jack Haig          | Bahrain Victorious                 | 225     | -     | -     | 225   |
| 7.º           | Louis Meintjes     | Intermarché-Wanty-Gobert Matériaux | 175     | -     | -     | 175   |
| 8.º           | Esteban Chaves     | EF Education-EasyPost              | 150     | -     | -     | 150   |
| 9.º           | Tao Geoghegan Hart | INEOS Grenadiers                   | 125     | -     | -     | 125   |
| 10.º          | Ruben Guerreiro    | EF Education-EasyPost              | 100     | -     | -     | 100   |